# Джабраилов, Хамзат Вадудович
Хамза́т Ваду́дович Джабраи́лов (7 апреля 1956, Киргизская ССР — 19 февраля 2013, Грозный) — советский боксёр средней весовой категории, выступал за сборную в конце 1970-х — начале 1980-х годов. Чемпион СССР, чемпион Спартакиады народов СССР, обладатель Кубка мира, победитель многих международных турниров класса «А», заслуженный мастер спорта России. Также известен как тренер, подготовил многих талантливых боксёров, удостоен звания заслуженного тренера России. Считается «Колумбом» чеченского бокса, так как первым из этого народа добился высоких результатов в этом виде спорта. Первый спортсмен из Чеченской Республики, удостоенный звания Заслуженного мастера спорта и заслуженного тренера России.

## Биография
Хамзат Джабраилов родился 7 апреля 1956 года в Киргизской ССР. Активно заниматься боксом начал в возрасте тринадцати лет у своего школьного учителя Хусейна Мудаева в городе Аргун. В 1975 году поступил в Грозненский нефтяной институт, где продолжил подготовку под руководством мастера спорта СССР Григория Вартанова.
Первого серьёзного успеха на ринге добился в 1978 году, когда выиграл в среднем весе международный турнир в Алма-Ате и одержал победу на первенстве РСФСР в Орджоникидзе. Год спустя победил на чемпионате Советского Союза в Москве, стал чемпионом Спартакиады народов СССР, на соревнованиях в Нью-Йорке завоевал Кубок мира — тем самым выполнил норматив мастера спорта СССР международного класса.
В 1980 году Джабраилов выиграл на чемпионате СССР серебро, в 1981 году перешёл во второй средний вес и получил бронзу. В 1982 году выиграл международный турнир в Болгарии, нокаутировав знаменитого кубинца, олимпийского чемпиона Хосе Гомеса. Болгарские любители бокса, стоя аплодируя, следили за ходом поединка. После победы устроили бурную овацию и на руках вынесли советского боксёра с ринга. «Гомес — атлет, Джабраилов — бомба!» — говорили они.
При подготовке к Олимпийским играм 1980 года в Москве был главным и безоговорочным кандидатом в олимпийскую сборную СССР в весовой категории 71 кг, особенно после того, как в шестираундовом отборочном спарринге изрядно побил своего конкурента Александра Кошкина. Главный тренер сборной СССР Алексей Киселёв после этого боя подошёл к Джабраилову и сказал: «Ну, все Хамзат, ты в команде». Но в конечном счёте в команду включили Кошкина. В кулуарах говорили, что на Киселёва было оказано сильное давление из московских властных структур.
Нечестно обошлись с Хамзатом и перед чемпионатом Европы 1979 года в Кёльне. После убедительной победы над Виктором Савченко, да ещё и с тяжёлым нокдауном, он был включён в команду и на руках был заграничный паспорт с немецкой визой. Но в последний момент Хамзат был «отцеплен» от сборной.
Победитель матчей СССР — США 1980 года, СССР — ФРГ 1979 года, РСФСР — Гана 1981 года.
В 26 лет оставил бокс. Он мог бы выступать с отличными результатами и дальше, но не смог перенести интриги спортивных чиновников вокруг его личности из-за национальной принадлежности. Когда Хамзат оставил большой ринг, про него часто вспоминали в сборной команде СССР и ставили в пример, как образец мужества и трудолюбия. После ухода из большого спорта Хамзат стал тренером и воспитал целую плеяду мастеров ринга.
В 1993 году Джабраилову было присвоено звание Заслуженного тренера России, в 2004 году удостоен звания заслуженного мастера спорта. Хамзат Джабраилов оставил яркий след в истории чеченского спорта и как тренер, и как спортсмен.
Умер 19 февраля 2013 года в Грозном от рака лёгких. Похоронен в родовом селении Курчалой.

## Спортивные результаты
- Бокс на летней Спартакиаде народов СССР 1979 года — ;
- Чемпионат СССР по боксу 1980 года — ;
- Чемпионат СССР по боксу 1981 года — ;

## Известные воспитанники
- Ислам Арсангалиев и Хамзат Устарханов — победители первенства мира среди молодёжи;
- Вахит Магомадов — чемпион СССР среди профессионалов;
- А. Муртазалиев, А. Дудаев и И. Халидов — победители первенств Европы;
- Юнус Джамалдаев — чемпион России;
- Асламбек Амаев — вице-чемпион России;
- Тамерлан и Руслан Халидовы — победители первенств Москвы и Вооружённых сил России.

## Память
В Грозном проводится всероссийский турнир по боксу среди юниоров памяти Джабраилова.